# Karlo V., car Svetog Rimskog Carstva
Karlo V. (Gent, 24. veljače 1500. – San Gerónimo de Yuste, Estremadura, 21. rujna 1558.), car Svetog Rimskog Carstva kao Karlo V. (1519. – 1556.) i španjolski kralj (odnosno, kralj Aragona, Leóna i Kastilije) kao Karlo I. (1516. – 1556.) iz dinastije Habsburg. Bio je najmoćniji vladar u prvoj polovici 16. stoljeća i vladao je brojnim zemljama i posjedima u Europi i širom svijeta. Za njegovo Carstvo govorilo se da u njemu "Sunce ne zalazi". Pod njegovom su vlašću bile Kastilja s Navarrom i Granadom, uključivši i španjolske posjede u Americi, gdje su španjolski konkvistadori osvojili Aztečko Carstvo i Carstvo Inka; Aragonija s Valencijom i Katalonijom, te s Napuljem, Sicilijom i Sardinijom; Nizozemska, Burgundija i Württemberg; nasljedne habsburške zemlje u Austriji, koji je 1521. godine predao na upravljanje mlađemu bratu Ferdinandu I., od 1527. kralju Hrvatske i Ugarske.

## Životopis i vladavina
Po prvobitno zamišljenom habsburškom vjenčanom planu prvorođeno muško dijete Ivane Lude Kastiljske i Filipa I. Lijepog trebalo je postati nasljednik Austrije, ali prerana smrt Ferdinanda II. Aragonskog († 1516.) poremetila je prvobitne planove. Kako njegova majka zbog psihičkog zdravlja nije mogla preuzeti vlast u Aragonu i Kastilji ta dužnost je pala na njega, bez obzira na provedenu obuku za položaj austrijskog nadvojvode.
Smrt njegova drugog djeda, Maksimilijana I. († 1519.), koji ga je namjeravao postaviti na čelo Svetog Rimskog Carstva, ugrozila je planove za pribavljanje njemačke carske krune. U borbu za njemačko prijestolje uključio se i francuski kralj Franjo I. pa je mladi Karlo morao iskoristiti svu moć i financije Aragona i Kastilje i uz pomoć bogate bankarske kuće Fuggera, kojom je kupio izborničke glasove, da bi pobijedio francuskog kralja i naslijedio carsku krunu Svetog Rimskog Carstva nakon smrti djeda Maksimilijana I. 1519. godine.
Veći dio svoje duge vladavine provodi u ratnim sukobima protiv europskih i drugih sila. Glavni tadašnji protivnik njegovog carstva je francusko-turski savez s kojim se vode gotovo neprekidni ratovi. Na kraju je, uz pomoć Engleske uspio poraziti Francusku 1543. godine, ali s druge strane, Turci su ostvarili pobjedu koja je rezultirala ponižavajućim mirovnim sporazumom kako bi se izbjegao državni bankrot.
Tijekom njegove vladavine u Njemačkoj se javlja protestantska vjera koju prihvaća veliki broj tamošnjih knezova koji njenim prihvaćenjem počinju odbijati poslušnost vladaru Svetog Rimskog Carstva. Tek je nakon pobjede nad Francuskom, Karlo postao sposoban, u savezu s papom Pavlom III. (1534. – 1549.), poslati vojsku u Njemačku radi gušenja pobune protestantskih knezova. Poslije deset godina rata, 1555. godine sklopljen je mir u Ausburgu kojim se, s jedne strane, regulira pravo na slobodu vjere svim stanovnicima, a s druge strane, osigurana je politička budućnost labavom Svetom Rimskom Carstvu. Principom cuius regio eius religio ("čija je vlast, njegova je vjera") omogućeno je da njemački knezovi sami određuju službenu religiju na području kojim vladaju. Njemačka je time podijeljena na pretežno protestantski sjever i pretežno katolički jug.
Kao španjolski kralj, znatno je proširio svoju vlast na novoosnovane španjolske kolonije u Latinskoj Americi, stvorene osvajanjima konkvistadora Hernana Cortesa i Francisca Pizzara, kojima su uništene domorodačke civilizacije Asteca, Maya i Inka.
Kada je dovršio i sredio državničke poslove, Karlo V. se odlučio 1556. godine na abdikaciju, kako bi spriječio mogući građanski rat između svog sina Filipa II. i brata Ferdinanda od Austrije oko podjele države. Povukao se u samostan gdje je napisao svoje memoare. U trenutku abdikacije Karlo V. je vladao današnjom Njemačkom, Beneluksom, Španjolskom, južnom Italijom, Sicilijom i Sardinijom, Meksikom, centralnom Amerikom, Kolumbijom, Peruom, Bolivijom. Svoje zemlje podijelio je tako da je bratu Ferdinandu I. darovao Njemačku, nakon što mu je dao Austriju još 1521. godine, a sav ostali teritorij, ukjlučujući i prekooceanske kolonije, ostavio je u nasljeđe sina, Filipa II.
Karlu V. u čast konkvistador Pedro de Valdivia je nazvao grad La Imperial koji je osnovao 1552. godine.

## Vanjske poveznice
- Karlo V. Habsburgovac Hrvatska enciklopedija
- Karlo V. Habsburgovac  Proleksis enciklopedija
- Charles V Britannica (engl.)
- Emperor Charles V Catholic Encyclopedia (engl.)
- Charles V  Arhivirana inačica izvorne stranice od 10. listopada 2014. (Wayback Machine) Luminarium Encyclopedia (engl.)

| Prethodnik Maksimilijan I. | Rimsko-njemački car car (1519. – 1556.) | Nasljednik Ferdinand I. |